# Camboya en los Juegos Olímpicos de París 2024
Camboya estuvo representada en los Juegos Olímpicos de París 2024 por tres deportistas, dos hombres y una mujer, que compitieron en dos deportes.
Los portadores de la bandera en la ceremonia de apertura fueron el atleta Chhun Bunthorn y la nadadora Apsara Sakbun. El equipo olímpico camboyano no obtuvo ninguna medalla en estos Juegos.